# Hans Surén
Hans Surén né le 10 juin 1885 à Berlin et décédé le 17 février 1972 à Berlin, était un officier allemand, écrivain et défenseur du naturisme.
Son livre Mensch und Sonne (« Les Hommes et le soleil »), publié en 1924, a été très populaire et a été vendu à plus de 250 000 exemplaires. Surén est devenu nazi en mai 1933. Son livre était encore imprimé avant la fin de la Seconde Guerre mondiale.